# Leptodactylus melanonotus
Espèce
Synonymes
- Cystignathus melanonotus Hallowell, 1861 "1860"
- Cystignathus echinatus Brocchi, 1877
- Cystignathus microtis Cope, 1879
- Cystignathus perlaevis Cope, 1879
- Leptodactylus occidentalis Taylor, 1937 "1936"

Statut de conservation UICN

 LC  : Préoccupation mineure
Leptodactylus melanonotus est une espèce d'amphibiens de la famille des Leptodactylidae.

## Répartition
Cette espèce se rencontre jusqu'à 1 550 m d'altitude, :
- au Mexique le long des côtes pacifiques à partir du Sud du Sonora et le long des côtes caraïbes à partir du Sud du Tamaulipas ;
- au Belize ;
- au Guatemala ;
- au Honduras ;
- au Salvador ;
- au Nicaragua ;
- au Costa Rica ;
- au Panamá ;
- en Colombie le long de la côte Pacifique ;
- en Équateur le long de la côte Pacifique.

## Étymologie
Le nom spécifique melanonotus vient du latin melano, noir, et de notus, le dos, en référence à l'aspect de cette espèce.

## Publication originale
- Hallowell, 1861 "1860" : Report upon the Reptilia of the North Pacific Exploring Expedition, under command of Capt. John Rogers, U. S. N. Proceedings of the Academy of Natural Sciences of Philadelphia, vol. 12, p. 480-510 (texte intégral).